# Laguna Cabral
La Laguna Cabral, o bien llamado por muchos el Lago Cabral, es un gran lacustre en el cual se sitúa el hito tripartito entre los departamentos de Central, Paraguarí, y Ñeembucú; de la República del Paraguay. Desde este punto comienza el cauce del río Paray. Este mismo se sitúa en el llano del Ypoá. 
El Lago Ypoá desagua su caudal en el río Paraguay a través de esta laguna y el río Paray. 

## Ubicación
25°58′52″S 57°31′11″O / -25.98111, -57.51972
- Datos: Q5969003